# Yves Rodier
Pour les articles homonymes, voir Rodier.
Yves Rodier est un dessinateur de bande dessinée québécois connu notamment pour ses pastiches de Tintin.

## Biographie
Né le 5 juin 1967 à Farnham (en Montérégie, Québec) Yves Rodier décide, en 1987, de terminer l'Alph-Art inachevé d'Hergé. Il achève son œuvre au bout de cinq ans, un travail qui lui servira de carte de visite et lui permettra de se faire connaître du grand public. Après avoir étudié la musique au secondaire et la réalisation cinématographique au Cégep de Saint-Hyacinthe, il choisit la bande dessinée (et accessoirement le dessin animé) comme occupation à temps complet. En 2015, lassé, il annonce qu'il « arrête la bande dessinée ».

## Production

### Pastiches Tintin
- Portfolio Galerie de Portraits - les Amis
- Tintin et L'Alph-Art[4] : 62 pages.
- Tintin, reporter pigiste au XXe siècle : 6 pages à l'italienne. Pour cette aventure, Yves Rodier utilise un scénario proposé en 1957 aux lecteurs du journal de Spirou pour un concours[5].
- Tintin et le thermozéro : 1 page. Il s'agit de l'encrage de la page 4 réalisé à partir d'un crayonné d'Hergé.
- Un jour dans un aéroport : 1 page. Yves Rodier avait prévu, une fois sa version de L'Alph-art terminée, de s'attaquer à cette autre aventure inachevée. Devant l'accueil de la fondation Hergé reçu après la sortie de L'Alph-art, Yves Rodier a jeté l'éponge tout en prenant soin de faire l'encrage de la page de son projet la plus aboutie.[réf. nécessaire]
- Le Lac de la sorcière : 7 pages
- Tintin au Tibet : 1 page (27 bis)
- Tim und Struppi pastiches, en allemand

Yves Rodier est l'auteur de nombreux hors-texte, ex-libris et cartes de vœux pastichant Tintin.

### Pignouf et Hamlet
- La Bande sauvage (Paru en mai 2000 aux éditions Mille-Îles)
- La Griffe du tigre (inachevé)

### Simon Nian
Scénario de François Corteggiani
- Décime-moi un maton, éd. Glénat, 2005
- Les Démons de Pertransac, éd. Glénat, 2006
- L'Exposition maudite, éd. Glénat, 2011

### El Spectro
Scénario de Frédédic Antoine
- Les Mutants de la lune rouge, éd. Le Lombard, 2011
- Trans-Amazonie, éd. Le Lombard, 2013
- L'antre du vaudou, 2014
- Le bayou de l'enfer (inachevé)

### Purgatoire (scénario)
Dessins de Cécile
- 1 - Chacun son Enfer ! éd. Lounak, 2014

### Dessin animé
Yves Rodier a participé à la réalisation de plusieurs dessins animés comme Fantômette, le Marsupilami, Papyrus, Bob Morane et Les Aventures d'une mouche, diffusé notamment sur Télétoon en 2002 et 2003.